# Identificador de objeto
En informática, un identificador de objeto (u OID, en inglés ,object identifier) es un identificador utilizado para nombrar un objeto (compárese URN). Estructuralmente, un OID consiste en un nodo en un espacio de nombres asignados jerárquicamente, formalmente definido utilizando el estándar ASN.1 de la UIT-T, X.660. La raíz del árbol contiene los tres arcos siguientes:
- 0: UIT-T
- 1: ISO
- 2: joint-iso-itu-t

En programación, un identificador de objeto generalmente toma la forma de un entero o puntero específico de la implementación que identifica de forma exclusiva un objeto. Sin embargo, los OIDs son un enfoque específico para la creación de identificadores de objetos únicos globales en un sistema distribuido.

## Usos
- En seguridad informática, los OIDs sirven para nombrar casi todos los tipos de objetos en certificados X.509,  tales como componentes de Protocolo Ligero de Acceso a Directorios, CPSs, etc.
- Dentro de los esquemas de directorios y protocolos de X.500, para nombrar de forma única cada tipo de atributo y la clase de objeto, y otros elementos de esquema.
- Dentro de esquemas (clases, sintaxis y atributos en el Directorio) LDAP, cada clase de objeto y cada tipo de atributo tiene un único OID
- En red de computadoras, un OID,  en el contexto del Protocolo Simple de Administración de Red (SNMP),  consiste en el identificador de objeto de un objeto en una Base de Información Gestionada (MIB).
- HL7, DICOM y otros relacionados con las normas de intercambio de información de la salud utilizan OID para los identificadores únicos globales para ambos objetos de información individual así como referencias a los sistemas de códigos y diccionarios de elementos de datos. DICOM utiliza el término UID (identificador único) en lugar del OID.
- El registro de la IANA OID contiene una lista de las entidades registradas que utilizan OID para hacer referencia a las estructuras internas (por ejemplo atributos de directorio). Cada entidad se le asigna un valor de referencia inicial (por ejemplo 1.3.6.1.4.1.5518 para TDS Telecom Inc.) y, posteriormente, el plan de numeración interna depende de la entidad para definir (por ejemplo, puede hacer referencia a 1.3.6.1.4.1.5518.1.5.47 el atributo "CCID" del directorio LDAP asociado con los clientes). Esto permite la referenciación preciso de los atributos de datos en una empresa u otra entidad.
- Uno de los usos más extensivos de OID lo hace la unidad registradora de Uruguay, la Unidad Nacional de Asignación de OID (UNAOID), donde ha tomado las recomendaciones de ISO e ITU para identificar organizaciones, la estructura organizacional del gobierno, objetos tangibles e intangibles y los ciudadanos. Cuenta con un extenso sistema en línea y servicios web abiertos y libres, se constituye por tanto en un ejemplo, muchas de sus aplicación pueden encontrarse en la biblioteca del sitio (ver) o el manual de la compleja aplicación en línea y servicios web (ver). La UNAOID ya identifica expediente electrónico en el Estado, historias clínicas nacionales, imagenología, PKI, trámites y servicios, los OID de personas oficial de clave de acceso a algunos sistemas informáticos gubernamentales y municipales, en ciertas dependencias públicas se obliga a los proveedores privados a poseer un OID oficial de la UNAOID para relacionarse y realizar trámites.

## Ejemplos
Los OID más comunes observados "en la naturaleza" por lo general pertenecen a los números de la empresa privados asignados por IANA bajo el arco 1.3.6.1.4.1 (iso.org.dod.internet.private.enterprise).
Otra forma cada vez más utilizada de OID está en el área de la salud y la informática de la salud pública en los Estados Unidos.  Health Level Seven (HL7), una organización de desarrollo de normas en materia de intercambio de datos electrónico del cuidado médico, es una autoridad de asignación en el 2.16.840.1.113883 (joint-iso-itu-t.country.us.organization.hl7) nodo. HL7 mantiene su propio registro OID, y el 1 de enero de 2008, contenía casi 3.000 nodos, la mayoría de ellos en la raíz de HL7. Los Centros para el Control y Prevención de Enfermedades han adoptado también OID para gestionar los muchos valores complejos conjuntos o "vocabularios" usados en la salud pública. Los distintos OIDs están disponibles en la Red de Información de Salud Pública (PHIN) Sistema de Distribución y Vocabulario de Acceso (VADS).